# Ramón Fernández Jurado
Ramón Fernández Jurado (Almería, 6 de enero de 1914 – Barcelona, 26 de junio de 1984) fue un dirigente obrero y político socialista español, así como profesor de catalán, castellano y esperanto. 

## Biografía
Nacido en Almería, su familia emigró a Barcelona en 1918. Trabajó como ebanista y desde 1929 comenzó su militancia sindical, primero en la CNT y después en la UGT. En 1930 se afilió también al Bloque Obrero y Campesino (BOC) después al Partido Obrero de Unificación Marxista (POUM) y la Juventud Comunista Ibérica (JCI).  
Iniciada la guerra civil española, participó en los combates en la ciudad de Barcelona y después en el Frente de Aragón como jefe de centuria de la columna Joaquín Maurín del POUM, llegando a comandante del Ejército de la República. En 1938 fue herido y aprisionado por las tropas franquistas. Pasó por varias prisiones, hasta ser juzgado y condenado a 30 años de prisión. Tras ser liberado, continuó con su actividad política en el POUM de forma clandestina, pero tiene que exiliarse finalmente. En 1948 pasa a Francia  y en 1949 a Chile, de donde no volvería a España hasta 1964.
Inmediatamente retoma sus actividades políticas y sociales. Escribe y enseña catalán y esperanto, idiomas que había cultivado ya antes de la guerra y también durante el exilio.
En los años 70 participa en la Asamblea de Cataluña. Intenta revivir el POUM, pero ante las discrepancias entre los históricos y los más jóvenes, finalmente se integra con varios de sus compañeros en el PSC-Congrés, que posteriormente se integró en el PSC-PSOE. En las elecciones municipales de 1983 fue elegido concejal de Castelldefels y en las elecciones al Parlamento de Cataluña de 1984 fue elegido diputado. Ya muy enfermo, murió de un cáncer de estómago pocos días después de tomar posesión. 

## Obra
- Autobiografía: Memòries d’un militant obrer (1930-1942) (1987), con prólogos de Víctor Alba y Manel Alberich i Olivé

## Honores

### Eponimia
La Biblioteca del Ayuntamiento de Castelldefels lleva su nombre.

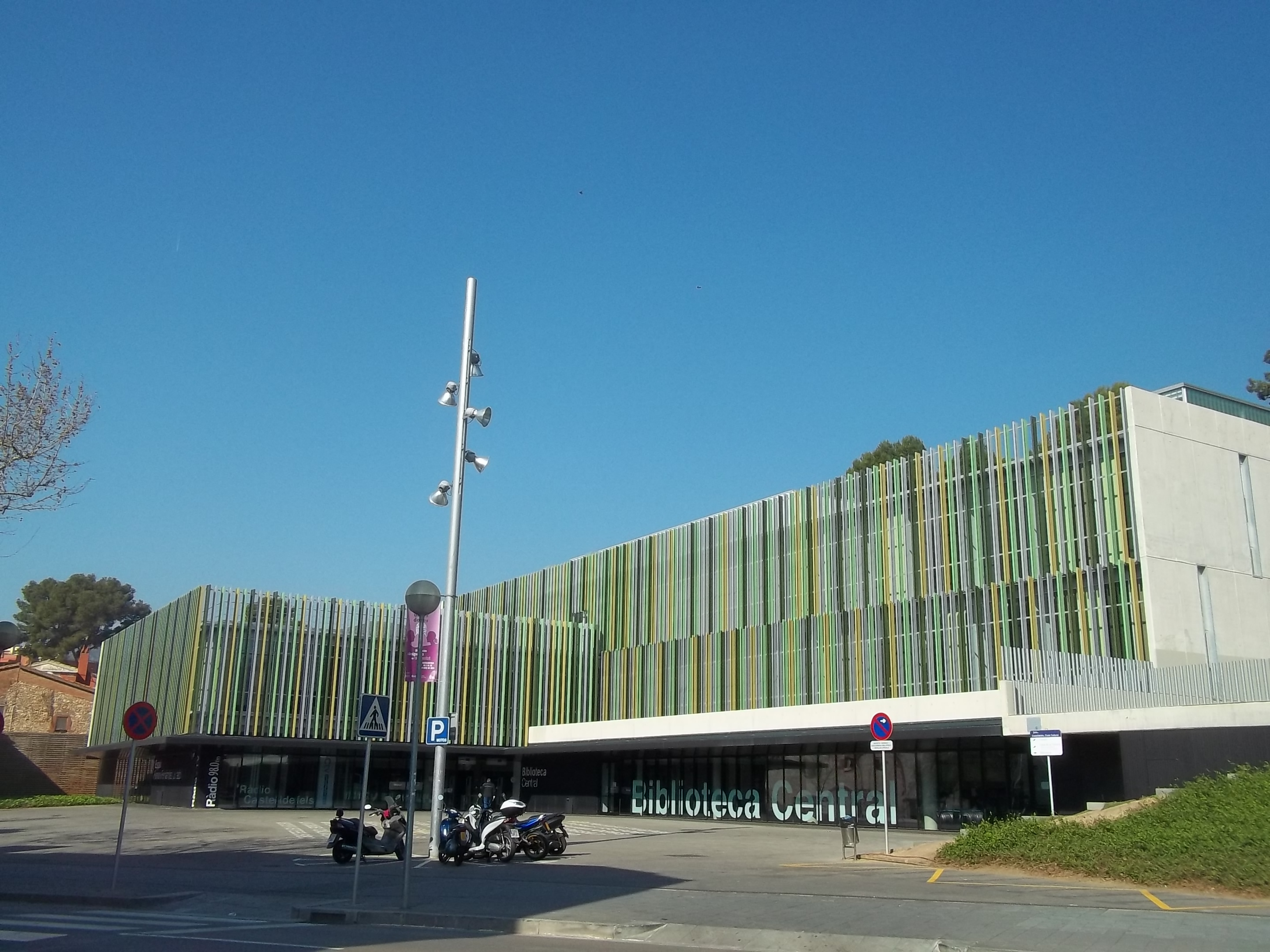
Biblioteca Central de Castelldefels.